# Ocotea guaramacalensis
Ocotea guaramacalensis är en lagerväxtart som beskrevs av Van der Werff. Ocotea guaramacalensis ingår i släktet Ocotea och familjen lagerväxter. Inga underarter finns listade i Catalogue of Life.